# Norbert Rózsa

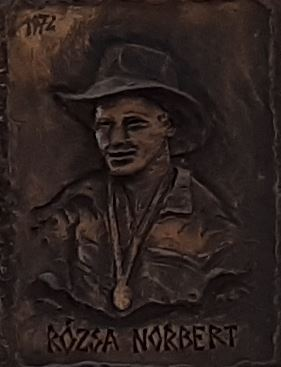
Norbert Rózsa (Keramikporträt von Gábor Várga)

Norbert Rózsa [ˈnorbɛrt ˈroːʒɒ] (* 9. Februar 1972 in Dombóvár) ist ein ehemaliger ungarischer Schwimmer. Bei den Olympischen Spielen 1992 in Barcelona gewann er über 100 und 200 m Brust die Silbermedaille. Vier Jahre später bei den Olympischen Spielen 1996 in Atlanta gelang ihm dann über 200 m Brust der Olympiasieg. Bei Weltmeisterschaften gewann er drei Goldmedaillen, eine Silbermedaille und drei Bronzemedaillen. Hinzu kamen je eine Gold-, Silber- und Bronzemedaille bei Europameisterschaften.

## Karriere
Norbert Rózsa gewann seine ersten internationalen Medaillen bei den Weltmeisterschaften in Perth, die im Januar 1991 stattfanden. Über 100 Meter Brust gewann er in der Weltrekordzeit von 1:01,45 min vor dem Briten Adrian Moorhouse und dem Italiener Gianni Minervini. Über 200 Meter wurde er Zweiter hinter Mike Barrowman aus den Vereinigten Staaten und vor dem Briten Nick Gillingham. Im August 1991 bei den Europameisterschaften in Athen gewann er über 100 Meter Brust ebenfalls vor Moorhouse und Minervini, über 200 Meter Brust wurde er Zweiter hinter Nick Gillingham. Die ungarische 4-mal-100-Meter-Lagenstaffel mit Tamás Deutsch, Norbert Rózsa, Péter Horváth und Béla Szabados gewann die Bronzemedaille hinter den Staffeln aus der Sowjetunion und aus Frankreich.
Im Jahr darauf bei den olympischen Schwimmwettbewerben in Barcelona erreichte Rózsa das Finale über 100 Meter Brust mit der achtschnellsten Zeit der Vorläufe. Im Finale steigerte er sich gegenüber seiner Vorlaufzeit um 0,57 Sekunden und gewann die Silbermedaille hinter Nelson Diebel aus den Vereinigten Staaten und vor dem Australier Philip Rogers. Über 200 Meter Brust schwamm Rózsa im Vorlauf die zweitschnellste Zeit. Im Endlauf siegte Mike Barrowman vor Rózsa und Gillingham. Die ungarische Lagenstaffel mit Deutsch, Rósza, Horváth und Szabados kam auf den sechsten Platz und war die viertbeste europäische Staffel.
1994 bei den Weltmeisterschaften in Rom erkämpfte Rózsa zwei Goldmedaillen und eine Bronzemedaille. Über 100 Meter Brust gewann er mit 0,2 Sekunden Vorsprung vor seinem Landsmann Károly Gűttler und dem Belgier Frederik Deburghgraeve. Über 200 Meter Brust hatte er im Ziel 0,06 Sekunden Vorsprung vor Eric Wunderlich aus den Vereinigten Staaten, Dritter wurde Károly Gűttler. Die ungarische Lagenstaffel mit Deutsch, Rózsa, Horváth und Attila Czene erhielt Bronze hinter den Staffeln aus den Vereinigten Staaten und aus Russland. 1995 bei den Europameisterschaften in Wien belegte Rózsa sowohl über 100 Meter als auch über 200 Meter Brust den vierten Platz. In der Lagenstaffel schwamm Károly Gűttler auf der Bruststrecke.
Bei den olympischen Schwimmwettbewerben 1996 in Atlanta qualifizierte sich Rózsa nur für das B-Finale über 100 Meter Brust und zog dann zurück. Über 200 Meter Brust erreichte er das A-Finale mit der viertbesten Vorlaufzeit. Im Finale steigerte er sich um über zwei Sekunden und siegte in 2:12,57 min vor Károly Gűttler.
Anderthalb Jahre später bei den Weltmeisterschaften 1998, die wie 1991 in Perth stattfanden, konnte sich Rózsa auf der kurzen Bruststrecke erneut nicht für das A-Finale qualifizieren. Über 200 Meter Brust gewann er die Bronzemedaille hinter Kurt Grote aus den Vereinigten Staaten und dem Franzosen Jean-Christophe Sarnin. In der 4-mal-100-Meter-Lagenstaffel siegten die Australier vor der Staffel aus den Vereinigten Staaten. Dahinter erkämpften Attila Czene, Norbert Rózsa, Péter Horváth und Attila Zubor die Bronzemedaille mit 0,04 Sekunden Vorsprung auf die deutsche Staffel. Zum Abschluss seiner Karriere wurde Rózsa bei den Olympischen Spielen 2000 in Sydney 13. über 200 Meter Brust.
Norbert Rózsa trainierte zunächst bei Andrea Kecskés und dann bei Tamás Széchy, der auch Tamás Darnyi betreute. Neben seiner Karriere absolvierte Rózsa in Budapest ein Studium zum Sportlehrer. 2005 wurde er in die International Swimming Hall of Fame aufgenommen.